# Kalyanasingpur
Kalyanasingpur es una ciudad censal situada en el distrito de Rayagada en el estado de Odisha (India). Su población es de 4660 habitantes (2011). Se encuentra a 307 km de Bhubaneswar y a 43 km de Rayagada.

## Demografía
Según el censo de 2011 la población de Kalyanasingpur era de 4660 habitantes, de los cuales 2318 eran hombres y 2342 eran mujeres. Kalyanasingpur tiene una tasa media de alfabetización del 64,18%, superior a la media estatal del 72,87%: la alfabetización masculina es del 75,09%, y la alfabetización femenina del 53,56%.